# Albalat dels Ànecs
Albalat dels Ànecs és un antic assentament, avui en dia abandonat, en el municipi de Cabanes, la Plana Alta.
L'interès d'Albalat dels Ànecs radica en l'Ermita fortificada d'Albalat, un exemplar únic de l'arquitectura defensiva de la costa mediterrània. L'ermita fou construïda en el segle xii, posteriorment fortificada pels freqüents atacs. Aquesta construcció s'ubica a la vora del Castell d'Albalat, en ruïnes. A prop d'aquest indret, hi ha diverses torres del segle xv (dels Gats, de Carmelet, de la Sal i del Carme), totes elles amb la mateixa funció defensiva.